# Ruud Kras
Ruud Kras (Volendam, 31 marzo 1982) è un ex calciatore olandese, di ruolo difensore.